# Csiga-hegyi-borzlyuk
A Csiga-hegyi-borzlyuk Latorpusztánál, a Vízfő feletti rész déli oldalán, a Csiga-hegyen található barlang.

## Leírás
A Latorpuszta területén épült vízmű mellett elvezető úttól jobbra a hegyoldalban, a földúttól körülbelül 25–30 méterrel magasabban nyílik. A vízműtől körülbelül 800 méterre van. A barlang egy rövid, vízszintes kuszodából nyíló függőleges aknából, valamint egy oldalágból, az úgynevezett Balázs-ágból áll. A csőszerű lejárata egy hat méter hosszú, másfél méter széles és négy méter magas, úgynevezett kereszthasadék-folyosóba torkollik. A száraz üregben telelő, védett denevérek miatt látogatni és kutatási munkát végezni benne csak nyáron és ősszel lehet. Felső eocén, vastagpados mészkőben alakult ki. A bejárata körülbelül 60 centiméter magas és 90 centiméter széles.
Előfordul irodalmában Borz-lyuk, Csigahegyi borzlyuk, Csiga-hegyi Borz-lyuk és Róka-lyuk neveken is. Neveit a valószínűleg benne lakó állat, állatok miatt kapta.

## Kutatástörténet
1980-ban a Lóczy Lajos Barlangkutató Csoportnak egy helyi lakos mutatta meg, aki Róka-lyuk néven ismerte. A csoport próbált bontással új részt feltárni benne és feltérképezte járatait. Rácz Ferenc mérte fel és Balogh Ilona rajzolt térképet. A csoportjelentés nyomtatásban is megjelent az MKBT Beszámolóban. Előttük nem végeztek kutatómunkát a barlangban, de a Vámőrségi Barlangkutató Csoport ismerte már.
1981-ben is kutatta a Lóczy Lajos Barlangkutató Csoport, de jelentős eredmény nélkül. Az 1984-ben napvilágot látott Magyarország barlangjai című könyv országos barlanglistájában szerepel a Bükk hegységben lévő barlang Csiga-hegyi-borzlyuk néven Róka-lyuk névváltozattal. A listához kapcsolódóan látható az Aggteleki-karszt és a Bükk hegység barlangjainak földrajzi elhelyezkedését bemutató 1:500 000-es méretarányú térképen a barlang földrajzi elhelyezkedése. 2011-ben indult újra a barlang kutatása Fónyad Béla kutatásvezető irányításával és máig is tart. 2013-ban Stengerné Forgony Éva Andrea jelentetett meg egy rövid összefoglalót a barlangról.